# C'est Guignol !
 (août 2019).
Si vous disposez d'ouvrages ou d'articles de référence ou si vous connaissez des sites web de qualité traitant du thème abordé ici, merci de compléter l'article en donnant les références utiles à sa vérifiabilité et en les liant à la section « Notes et références ».
Albums de Chantal Goya
Bécassine
(1979) Comme Tintin
(1981)
C'est Guignol ! est le quatrième album studio de la chanteuse Chantal Goya. Cet album a été certifié disque d'or en 1980 pour plus de 100 000 exemplaires vendus en France[réf. incomplète].
Il a été réédité en CD chez Podis / Polygram en 1997 et en 2013 dans le coffret "L'intégrale" chez Sony.

## Titres
Face A
1. C'est Guignol ! (Jean-Jacques Debout) 2:50
2. Mademoiselle Marie-Rose (Jean-Jacques Debout) 2:47
3. La Leçon de musique (Jean-Jacques Debout) 3:10
4. Il faut construire ton paradis (Jean-Jacques Debout) 2:31
5. Le Soulier qui vole (Partir) (Jean-Jacques Debout) 3:30

Face B
1. La Marionnette (Roger Dumas - Jean-Jacques Debout) 2:27
2. Au Château Nougatine (Roger Dumas - Jean-Jacques Debout) 2:05
3. Le Coucou (Jean-Jacques Debout) 2:11
4. Pour qu'il soit doux à sa doudou (Roger Dumas - Jean-Jacques Debout) 2:19
5. Animauville (Jean-Jacques Debout) 2:36

### Bonus (réédition 2013)
- Je vole, je vole, je vole (Jean-Jacques Debout)
- Je vole avec Marie-Rose (Jean-Jacques Debout)
- Quand on a des sous (Roger Dumas - Jean-Jacques Debout)
- C'est le temps de l'hiver (Jean-Jacques Debout)
- Chacun son métier (Roger Dumas - Jean-Jacques Debout)
- Tout l'amour du monde (Roger Dumas - Jean-Jacques Debout)

Avec le chœur des Petits chanteurs d'Aix-en-Provence

## Crédits
- Direction artistique : Jean-Jacques Debout et Jean-Daniel Mercier
- Arrangements et direction musicale : Jean-Daniel Mercier
- Enregistré au Studio Palais des congrès (sauf les voix : studio Miraval)
- Prise de son : Colin Caldwell
- Mixé par Mick Lanaro
- Chœurs : avec les Petits chanteurs d'Aix-en-Provence
- Produit et réalisé par Jean-Jacques Debout

## Singles
- C'est Guignol / Le soulier qui vole - 1980
- Le Coucou / Quand on a des sous - 1981